# 尼古拉耶夫港
尼古拉耶夫港是烏克蘭輸部門的主要國家企業之一，用於加工、出口、 進口和沿海貨物，提供過境服務各種貨物的運輸，包括一般和散裝貨物。根據烏克蘭“關於烏克蘭海港”的法律，尼古拉耶夫海港管理局的職能由烏克蘭海港管理局國營企業的尼古拉耶夫分公司執行。 
2013 年，由於烏克蘭海事部門的改革，成立了國有企業“烏克蘭海港管理局”，以管理海港的國有財產及其有效利用，建立機制以吸引對港口基礎础設施的投資為其發展和穩定的業務。除其他任務外，USPA 還維護港口水域的通行深度、確保航行安全等。
尼古拉耶夫海港管理局是该地區產生預算的企業之一。在碼頭運營商的貨物裝卸方面，它是烏克蘭三個最強大的海港之一，被列入對烏克蘭經濟具有戰略意義的企業名單。

## 畫廊

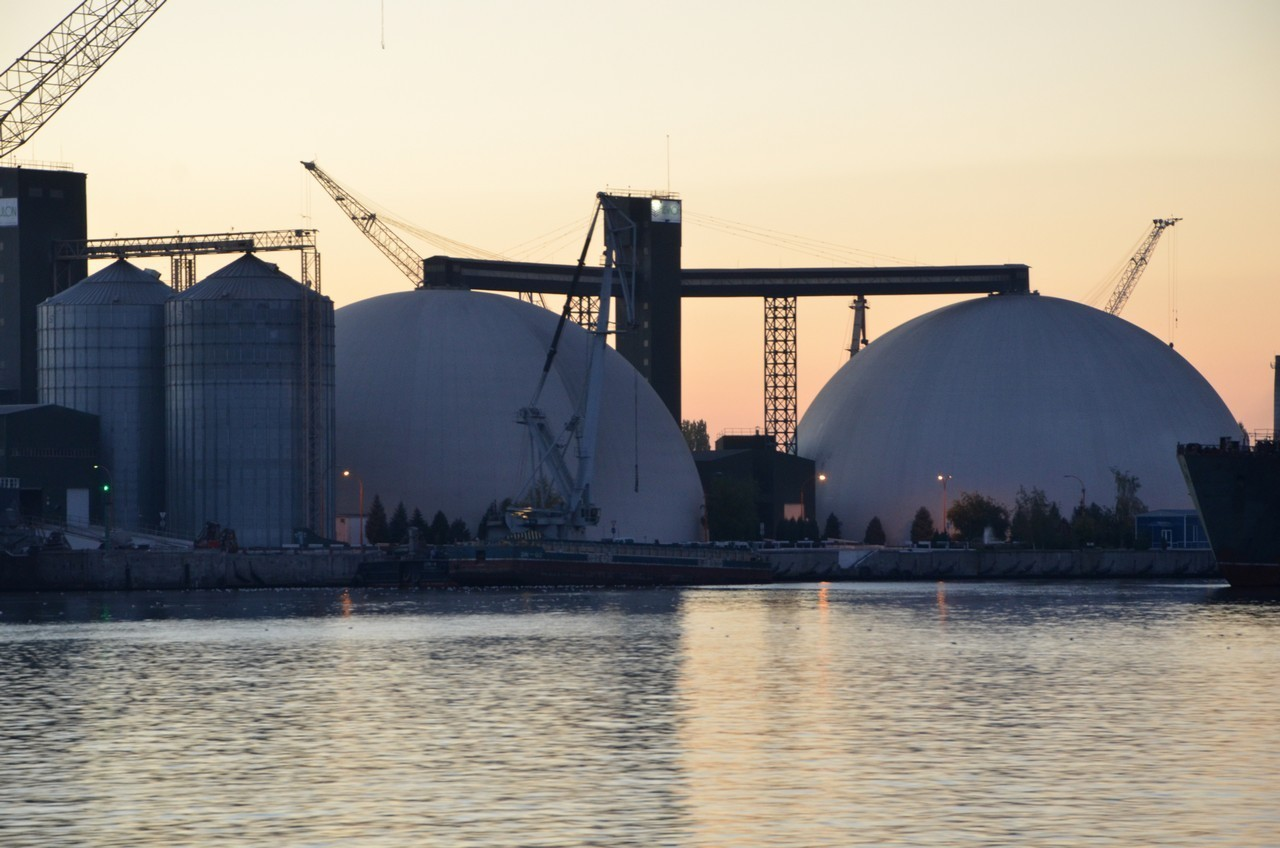
2013年的尼古拉耶夫港
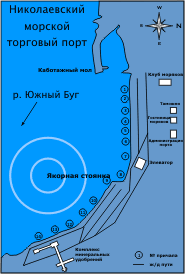
2015年，尼古拉耶夫的海上商業港